# Шикачик чорнощокий
Шика́чик чорнощокий (Coracina larvata) — вид горобцеподібних птахів родини личинкоїдових (Campephagidae). Мешкає в Індонезії і Малайзії.

## Підвиди
Виділяють три підвиди:
- C. l. melanocephala (Salvadori, 1879) — високогір'я Суматри;
- C. l. larvata (Müller, S, 1843) — високогір'я Яви;
- C. l. normani (Sharpe, 1887) — високогір'я Калімантану.

## Поширення і екологія
Чорнощокі шикачики живуть у вологих гірських і рівнинних тропічних лісах Великих Зондських островів.